# Nannonisconus carinatus
Nannonisconus carinatus är en kräftdjursart som beskrevs av Boris Vladimirovich Mezhov 1986. Nannonisconus carinatus ingår i släktet Nannonisconus och familjen Nannoniscidae. Inga underarter finns listade i Catalogue of Life.